# Zeta Pictoris
Zeta Pictoris (ζ Pic, ζ Pictoris) é uma estrela na constelação de Pictor. Com uma magnitude aparente visual de 5,45, é visível a olho nu em locais com pouca poluição luminosa. Com base em medições de paralaxe, está localizada a aproximadamente 116,9 anos-luz (35,8 parsecs) da Terra.
Zeta Pictoris tem um tipo espectral de F6 IV, indicando que é uma estrela subgigante de classe F. Tem uma massa estimada de 1,51 vezes a massa solar e um raio, calculado a partir de seu diâmetro angular, de 5,3 vezes o raio solar. Sua atmosfera irradia energia a uma temperatura efetiva de 6 350 K, a qual dá à estrela a coloração branco-amarela típica de estrelas de classe F. Zeta Pictoris não possui estrelas companheiras conhecidas.